# 50th Birthday Celebration Volume 2
50th Birthday Celebration Volume 2 (stilizzato come 50²) è un album dal vivo del compositore jazz statunitense John Zorn e del percussionista jazz statunitense Milford Graves, pubblicato il 23 marzo 2004 dalla Tzadik Records.
È il secondo volume di una serie di dodici album dal vivo che documentano dei concerti fatti in onore del cinquantesimo compleanno di John Zorn.

## Tracce
Musiche di John Zorn e Milford Graves.
1. Inserted Space – 8:03
2. Looping Journeys – 6:55
3. Calling in Proceed – 11:15
4. Deep Within – 10:46
5. Smooth Interaction – 6:47
6. Talk – 2:52
7. Synchronicity – 7:39

Durata totale: 54:17

## Formazione
- John Zorn – sassofono contralto, produzione musicale
- Milford Graves – percussioni, batteria